# Drury Ridge
Il Drury Ridge (in lingua inglese: Dorsale di Drury) è una dorsale montuosa, lunga 17 km e per lo più coperta di neve, che si sviluppa in direzione ovest a partire dal Nelson Peak, nel Neptune Range dei Monti Pensacola in Antartide. 
La dorsale è stata mappata dallo United States Geological Survey (USGS) sulla base di rilevazioni e foto aeree scattate dalla U.S. Navy nel periodo 1956-66.
La denominazione è stata assegnata dall'Advisory Committee on Antarctic Names (US-ACAN) in onore del meteorologo  David L. Drury, che aveva condotto ricerche scientifiche presso la Stazione Ellsworth durante l'estate 1959-60 e l'inverno 1961.